# Premi Oscar 1948
La 20ª edizione della cerimonia di premiazione dei Premi Oscar si è tenuta il 20 marzo 1948 a Los Angeles, allo Shrine Civic Auditorium, condotta dagli attori Dick Powell e Agnes Moorehead.

## Vincitori e candidati
Vengono di seguito indicati in grassetto i vincitori. Dove ricorrente e disponibile, viene indicato il titolo in lingua italiana e quello in lingua originale tra parentesi.

### Miglior film
- Barriera invisibile (Gentleman's Agreement), regia di Elia Kazan
- La moglie del vescovo (The Bishop's Wife), regia di Henry Koster
- Odio implacabile (Crossfire), regia di Edward Dmytryk
- Grandi speranze (Great Expectations), regia di David Lean
- Il miracolo della 34ª strada (Miracle on 34th Street), regia di George Seaton

### Miglior regia
- Elia Kazan - Barriera invisibile (Gentleman's Agreement)
- Henry Koster - La moglie del vescovo (The Bishop's Wife)
- Edward Dmytryk - Odio implacabile (Crossfire)
- George Cukor - Doppia vita (A Double Life)
- David Lean - Grandi speranze (Great Expectations)

### Miglior attore protagonista
- Ronald Colman - Doppia vita (A Double Life)
- John Garfield - Anima e corpo (Body and Soul)
- Gregory Peck - Barriera invisibile (Gentleman's Agreement)
- William Powell - Vita col padre (Life with Father)
- Michael Redgrave - Il lutto si addice ad Elettra (Mourning Becomes Electra)

### Migliore attrice protagonista
- Loretta Young - La moglie celebre (The Farmer's Daughter)
- Joan Crawford - Anime in delirio (Possessed)
- Susan Hayward - Una donna distrusse (Smash-Up - The Story of a Woman)
- Dorothy McGuire - Barriera invisibile (Gentleman's Agreement)
- Rosalind Russell - Il lutto si addice ad Elettra (Mourning Becomes Electra)

### Miglior attore non protagonista
- Edmund Gwenn - Il miracolo della 34ª strada (Miracle on 34th Street)
- Charles Bickford - La moglie celebre (The Farmer's Daughter)
- Thomas Gomez - Fiesta e sangue (Ride the Pink Horse)
- Robert Ryan - Odio implacabile (Crossfire)
- Richard Widmark - Il bacio della morte (Kiss of Death)

### Migliore attrice non protagonista
- Celeste Holm - Barriera invisibile (Gentleman's Agreement)
- Ethel Barrymore - Il caso Paradine (The Paradine Case)
- Gloria Grahame - Odio implacabile (Crossfire)
- Marjorie Main - Io e l'uovo (The Egg and I)
- Anne Revere - Barriera invisibile (Gentleman's Agreement)

### Miglior sceneggiatura
- George Seaton - Il miracolo della 34ª strada (Miracle on 34th Street)
- Richard Murphy - Boomerang - L'arma che uccide (Boomerang!)
- John Paxton - Odio implacabile (Crossfire)
- Moss Hart - Barriera invisibile (Gentleman's Agreement)
- David Lean, Anthony Havelock-Allan e Ronald Neame - Grandi speranze (Great Expectations)

### Miglior sceneggiatura originale
- Sidney Sheldon - Vento di primavera (The Bachelor and the Bobby-Soxer)
- Abraham Polonsky - Anima e corpo (Body and Soul)
- Ruth Gordon e Garson Kanin - Doppia vita (A Double Life)
- Charles Chaplin - Monsieur Verdoux
- Sergio Amidei, Adolfo Franci, Cesare Giulio Viola e Cesare Zavattini - Sciuscià

### Miglior soggetto
- Valentine Davies - Il miracolo della 34ª strada (Miracle on 34th Street)
- Herbert Clyde Lewis e Frederick Stephani - Accadde nella 5ª strada (It Happened on Fifth Avenue)
- Georges Chaperot e Rene Wheeler - La gabbia degli usignoli (La cage aux rossignols)
- Eleazar Lipsky - Il bacio della morte (Kiss of Death)
- Dorothy Parker e Frank Cavett - Una donna distrusse (Smash-Up - The Story of a Woman)

### Miglior fotografia
- Bianco e nero
  - Guy Green - Grandi speranze (Great Expectations)
  - Charles Lang - Il fantasma e la signora Muir (The Ghost and Mrs. Muir)
  - George Folsey - Il delfino verde (Green Dolphin Street)

- Colore
  - Jack Cardiff - Narciso nero (Black Narcissus)
  - Peverell Marley e William V. Skall - Vita col padre (Life with Father)
  - Harry Jackson - Come nacque il nostro amore (Mother Wore Tights)

### Miglior scenografia
- Bianco e nero
  - John Bryan e Wilfred Shingleton - Grandi speranze (Great Expectations)
  - Lyle R. Wheeler, Maurice Ransford, Thomas Little e Paul S. Fox - La superba creola (The Foxes of Harrow)

- Colore
  - Alfred Junge - Narciso nero (Black Narcissus)
  - Robert M. Haas e George James Hopkins - Vita col padre (Life with Father)

### Migliori effetti speciali
- A. Arnold Gillespie, Warren Newcombe, Douglas Shearer e  Michael Steinore - Il delfino verde (Green Dolphin Street)
- Farciot Edouart, Devereux Jennings, Gordon Jennings, Wallace Kelley, Paul Lerpae e George Dutton - Gli invincibili (Unconquered)

### Miglior montaggio
- Francis Lyon e Robert Parrish - Anima e corpo (Body and Soul)
- Monica Collingwood - La moglie del vescovo (The Bishop's Wife)
- Harmon Jones - Barriera invisibile (Gentleman's Agreement)
- George White - Il delfino verde (Green Dolphin Street)
- Fergus McDonell - Fuggiasco (Odd Man Out)

### Miglior sonoro
- Gordon Sawyer e Samuel Goldwyn Studio Sound Department - La moglie del vescovo (The Bishop's Wife)
- Douglas Shearer e Metro-Goldwyn-Mayer Studio Sound Department - Il delfino verde (Green Dolphin Street)
- Jack Whitney e Sound Service Inc. - T-Men contro i fuorilegge (T-Men)

### Migliore colonna sonora
- Film musicale
  - Alfred Newman - Come nacque il nostro amore (Mother Wore Tights)
  - Ray Heindorf e Max Steiner - My Wild Irish Rose
  - Robert Emmett Dolan - Avventura in Brasile (Road to Rio)
  - Daniele Amfitheatrof, Paul J. Smith e Charles Wolcott - I racconti dello zio Tom (Song of the South)
  - Johnny Green - La matadora (Fiesta)

- Film drammatico o commedia
  - Miklós Rózsa - Doppia vita (A Double Life)
  - David Raksin - Ambra (Forever Amber)
  - Hugo Friedhofer - La moglie del vescovo (The Bishop's Wife)
  - Max Steiner - Vita col padre (Life with Father)
  - Alfred Newman - Il capitano di Castiglia (Captain from Castile)

### Miglior canzone
- "Zip-A-Dee-Doo-Dah", musica di Allie Wrubel, testo di Ray Gilbert - I racconti dello zio Tom (Song of the South)
- "A Gal in Calico", musica di Arthur Schwartz, testo di Leo Robin - L'ora, il luogo e la ragazza (The Time, the Place and the Girl)
- "I Wish I Didn't Love You So", musica e testo di Frank Loesser - La storia di Pearl White (The Perils of Pauline)
- "Pass That Peace Pipe", musica e testo di Ralph Blane, Roger Edens e Hugh Martin - Good News
- "You Do", musica di Josef Myrow, testo di Mack Gordon - Come nacque il nostro amore (Mother Wore Tights)

### Miglior documentario
- Design for Death, regia di Helen Palmer e Theodor Seuss Geisel
- Journey into Medicine, regia di United States Department of State
- The World Is Rich, regia di Paul Rotha

### Miglior cortometraggio
- Goodbye, Miss Turlock, regia di Edward L. Cahn
- Brooklyn, U.S.A., regia di Arthur Cohen
- Moon Rockets, regia di Robert Carlisle
- Now You See It, regia di Richard L. Cassell
- So You Want to Be in Pictures, regia di Richard L. Bare

### Miglior cortometraggio a 2 bobine
- Climbing the Matterhorn, regia di Irving Allen
- Champagne for Two, regia di Mel Epstein
- Fight of the Wild Stallions, regia di Thomas Mead
- Give Us the Earth, regia di Gunther von Fritsch
- A Voice Is Born: The Story of Niklos Gafni, regia di Ben Blake

### Miglior cortometraggio documentario
- First Steps, regia di Hans Burger
- Passport to Nowhere, regia di Frederic Ullman Jr.
- School in the Mailbox, regia di Australian News & Information Bureau

### Miglior cortometraggio d'animazione
- La torta di Titti, regia di Friz Freleng
- Paperino ha freddo, regia di Jack Hannah
- Dr. Jerrill e Mr. Mouse, regia di Joseph Barbera e William Hanna
- Anche Pluto vuol cantare (Pluto's Blue Note), regia di Charles A. Nichols
- Tubby the Tuba, regia di George Pal

## Premi speciali

### Premio speciale al miglior film straniero
- Sciuscià, regia di Vittorio De Sica (Italia)

### Oscar onorario
- James Baskett per la sua abile e calda interpretazione dello zio Remus, amico e narratore ai bambini del mondo, nel film della Walt Disney I racconti dello zio Tom
- Bill & Coo nel quale arte e pazienza si mescolano in un nuovo e divertente uso del mezzo cinematografico.
- William N. Selig, Albert E. Smith, Thomas Armat e George K. Spoor un piccolo gruppo di pionieri le cui convinzioni in un nuovo mezzo e i cui contributi al suo sviluppo, spianarono la strada sul quale il cinema è progredito, durante le loro vite, dall'oscurità alla fama mondiale.